# Gare de Berlin Hackescher Markt
La gare de Berlin Hackescher Markt [ˈhaːkɛʃɐ maʁkt] est une gare ferroviaire du Stadtbahn de Berlin. Elle est située place Hackescher Markt dans le quartier de Mitte dans l'arrondissement du même nom. 
Mise en service en 1882 sous le nom de Haltestelle Börse (halte de la Bourse), elle est renommée Marx-Engels-Platz (place Marx-Engels) en 1951 avant de prendre son nom actuel en 1992.
Gare voyageurs, elle est desservie par les trains du S-Bahn de Berlin.

## Situation ferroviaire
Établi en aérien, la gare Hackescher Markt est située au point kilométrique (PK) 2,9 de la Stadtbahn de Berlin, entre les gares Alexanderplatz et Friedrichstraße.

## Histoire

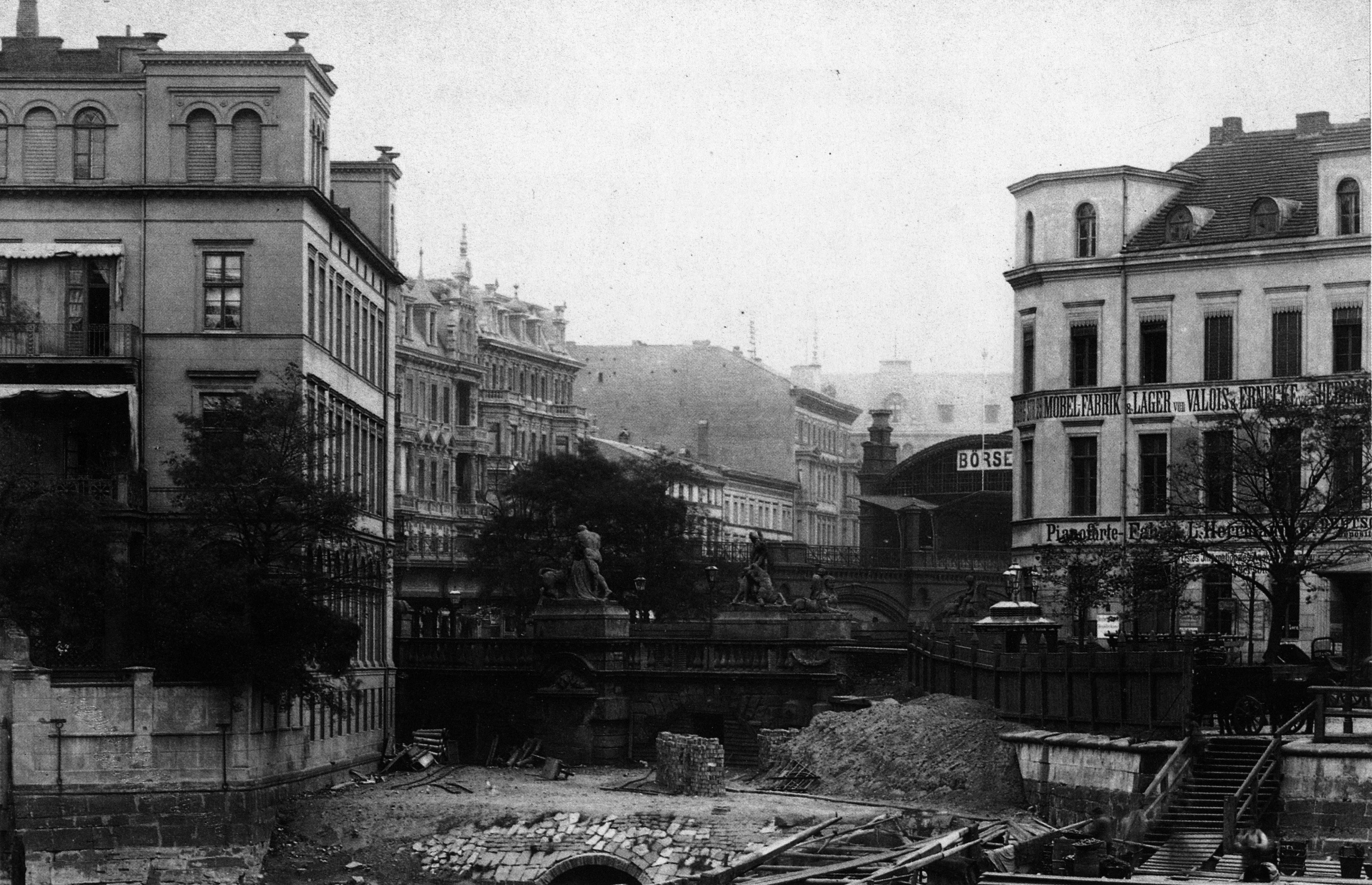
La halte en 1882.

Une halte, nommée « Haltestelle Börse » du fait de sa proximité avec la bourse de Berlin, est construite entre 1880 et 1882 d'après les plans de Johannes Vollmer lauréat d'un concours d'architecture. Celui-ci s'est également vu confier la construction de la gare de Berlin Friedrichstraße. La construction s'est avérée assez difficile. La gare est construit à l'emplacement d'un ancien moulin. Le terrain s'avère disparate et plusieurs fondations sont nécessaires pour chaque pilier. Le toit de la halle est réalisé la première année et les travaux de l'extérieur du bâtiment sont entrepris les années suivantes. 
Elle est renommée Marx-Engels-Platz (place Marx-Engels) en 1951 avant de prendre son nom actuel en 1992.

## Service des voyageurs

### Desserte
Hackescher Markt est desservie par les trains du S-Bahn de Berlin.

## Patrimoine ferroviaire
Le bâtiment fait l'objet d'une protection au titre du patrimoine culturel.

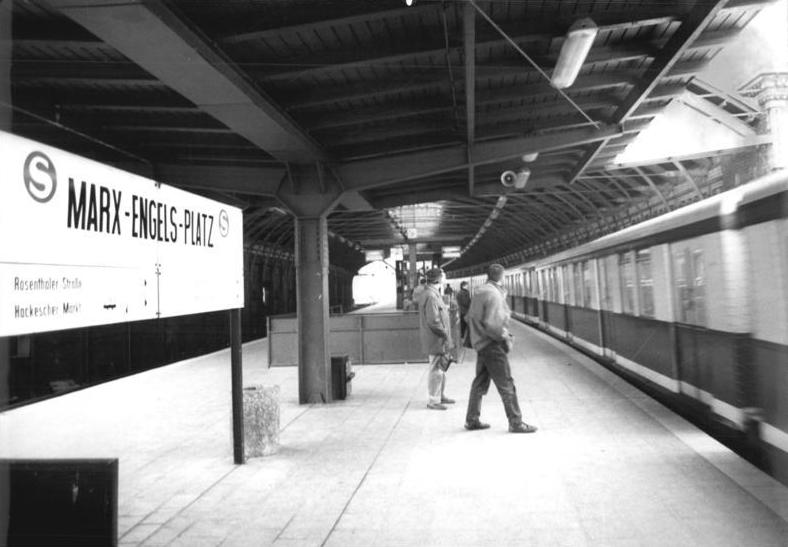
La gare du S-Bahn Marx-Engels-Platz après la rénovation de 1991
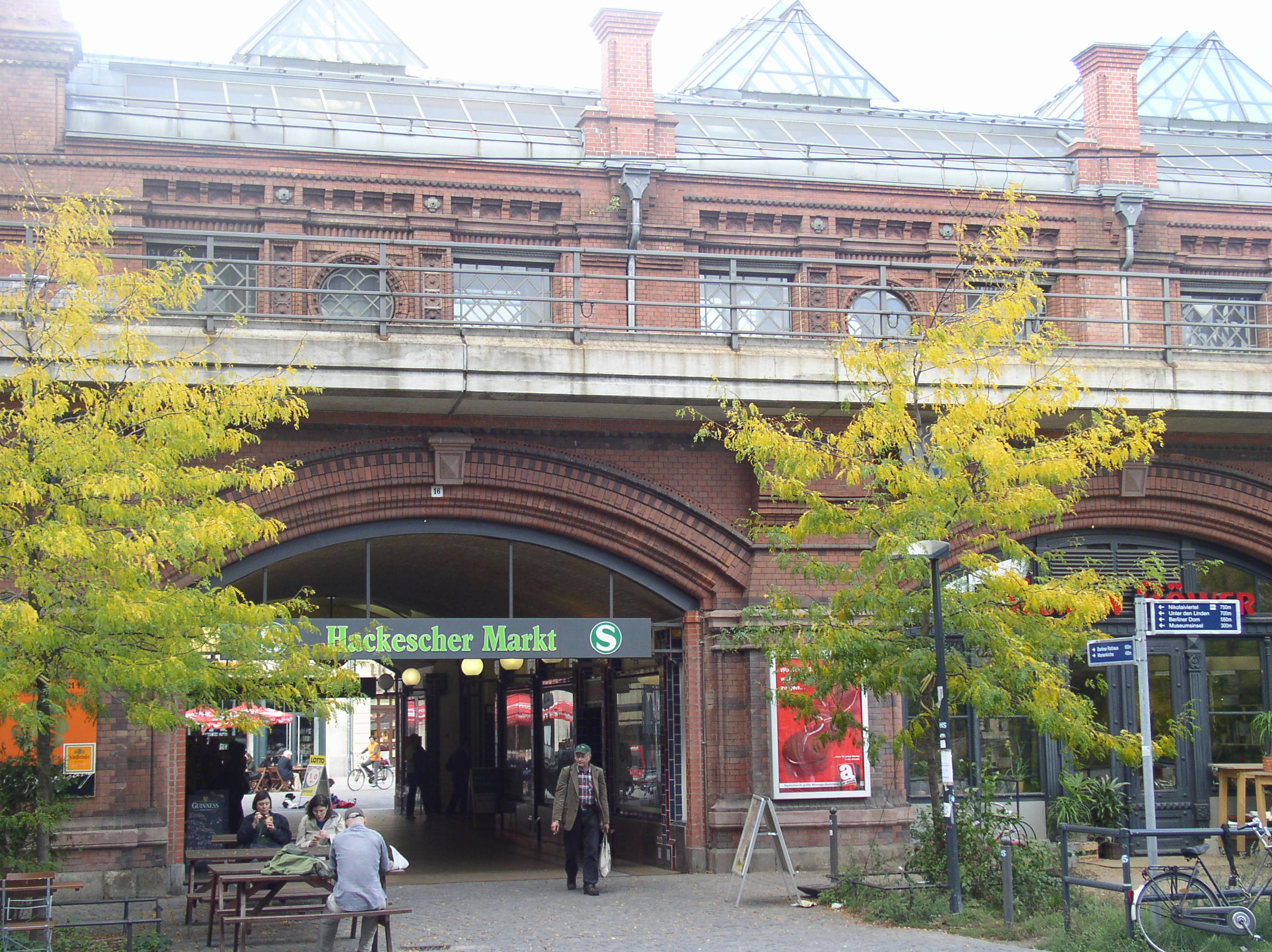
Entrée ouest, côté sud
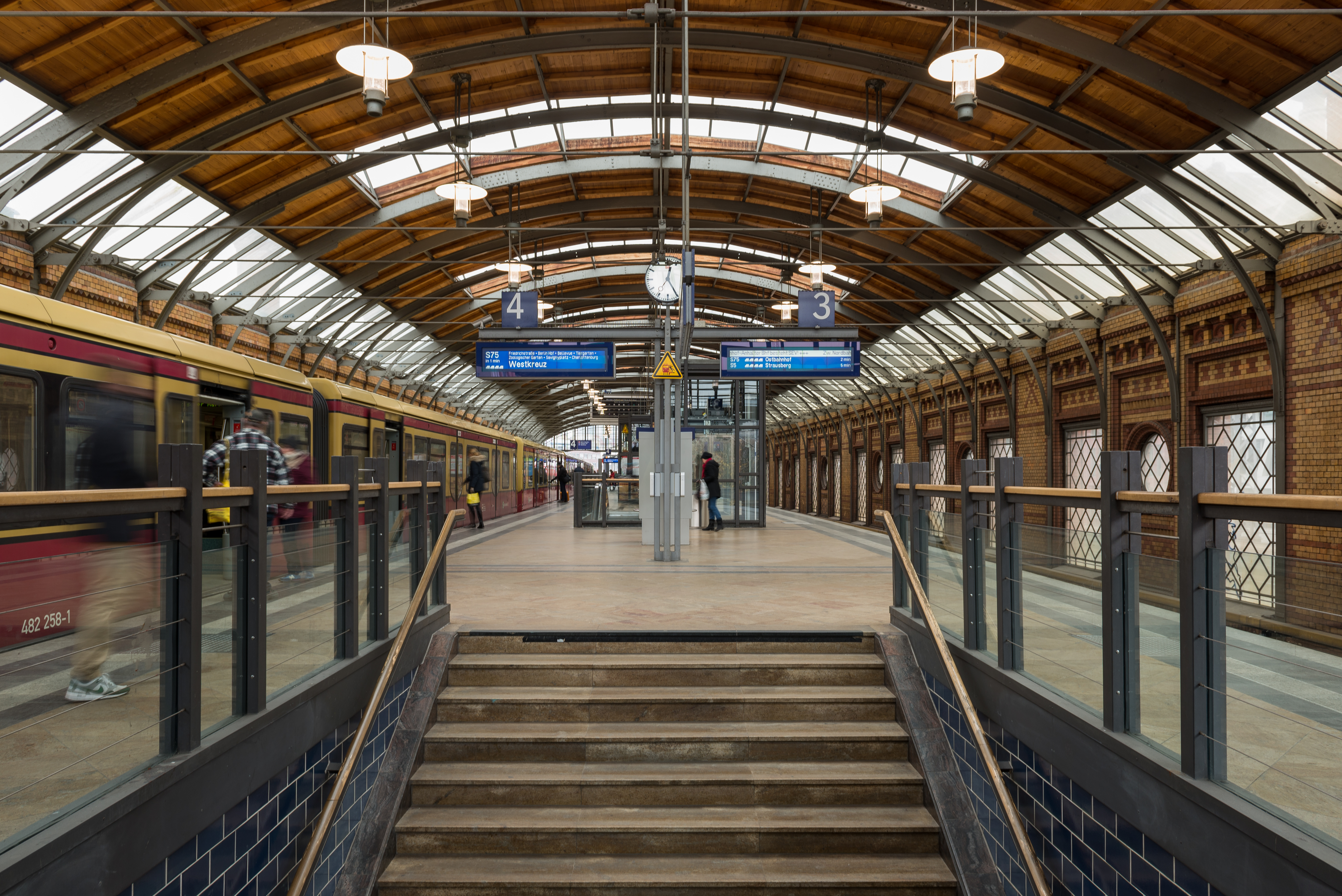
Quai central de la station